# Chemosphere (Zeitschrift)
Chemosphere ist eine englischsprachige Peer-Review-Fachzeitschrift in den Niederlanden, die seit 1972 von Elsevier publiziert wird. Es beinhaltet Originalforschungs- sowie Reviewartikel in Umweltchemie.
Chemosphere beinhaltet folgende Themen:
- Persistente organische Schadstoffe (zum Beispiel: Dioxine)
- Umweltchemie
- Umwelttoxikologie und Risk Assessment
- Umwelttechnologie

Der Impact Factor lag im Jahr 2019 bei 5,778. Nach der Statistik des ISI Web of Knowledge wurde das Journal 2014 aufgrund des Impact Factors in der Kategorie Umweltwissenschaften an 39. Stelle von 221 Zeitschriften geführt.